# Tarazá
Tarazá là một khu tự quản thuộc tỉnh Antioquia, Colombia. Thủ phủ của khu tự quản Tarazá đóng tại Tarazá Khu tự quản Tarazá có diện tích 1569 ki lô mét vuông. Đến thời điểm ngày 28 tháng 5 năm 2005, khu tự quản Tarazá có dân số 19487 người.